# 배재초등학교
배재초등학교는 대한민국 경상남도 함양군 지곡면 함양로 1585 (공배리)에 있었던 초등학교이다. 서울에 있는 배재중·고등학교, 대전의 배재대학교와는 무관하다.

## 연혁
- 1949년 10월 10일 지곡국민학교 공배분실 개교
- 1949년 12월 15일 배재국민학교 설립 인가
- 1981년 3월 1일 병설유치원 설립 인가
- 1996년 3월 1일 배재초등학교로 교명 변경
- 1999년 2월 19일 제45회 졸업식(총 졸업생수 2,322명)
- 1999년 3월 1일 지곡초등학교에 통합